# Jacob Nöbbe

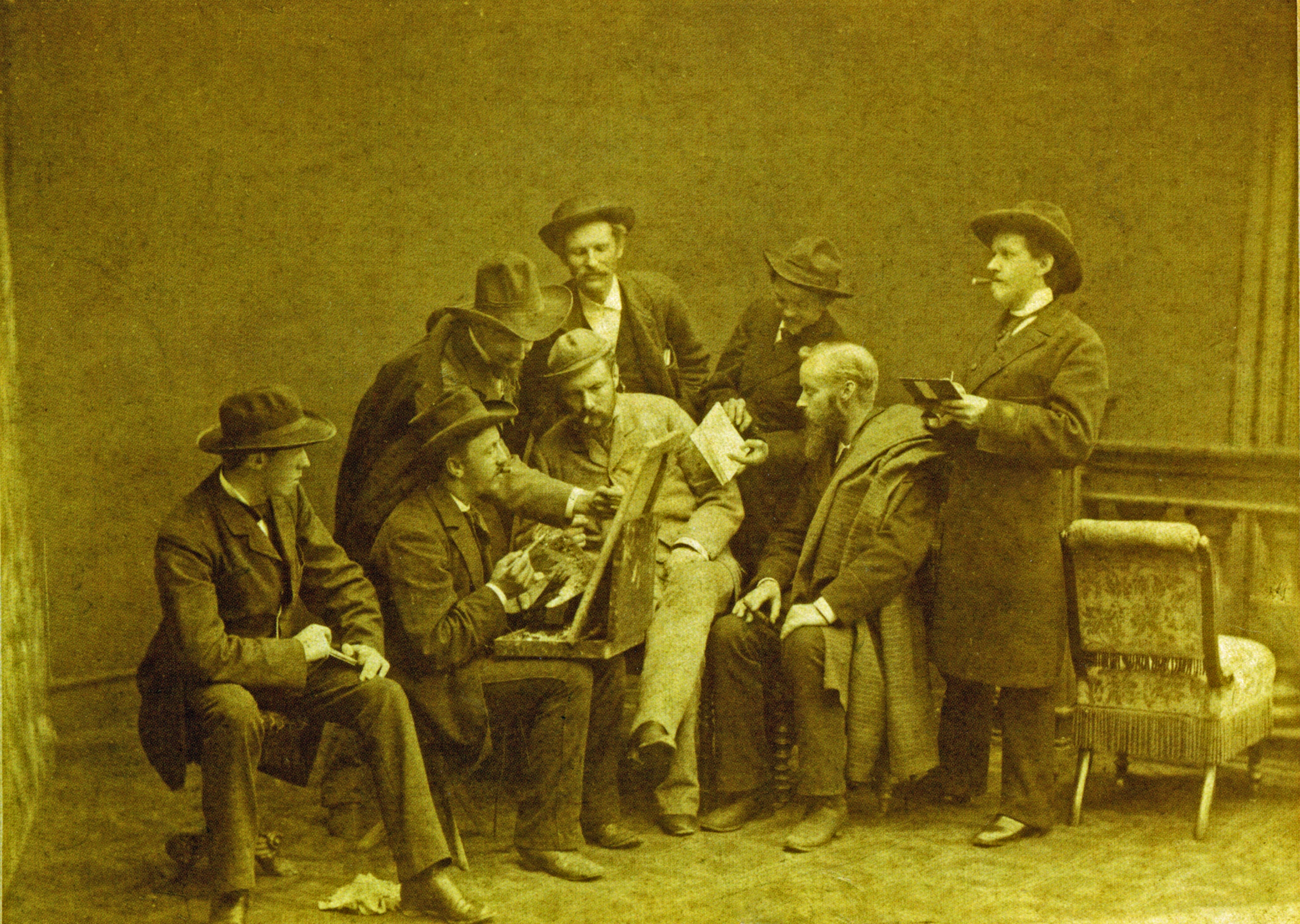
Die Ekensunder Künstlerkolonie, Foto von Wilhelm Dreesen, 1882, Jacob Nöbbe als Fünfter unten links

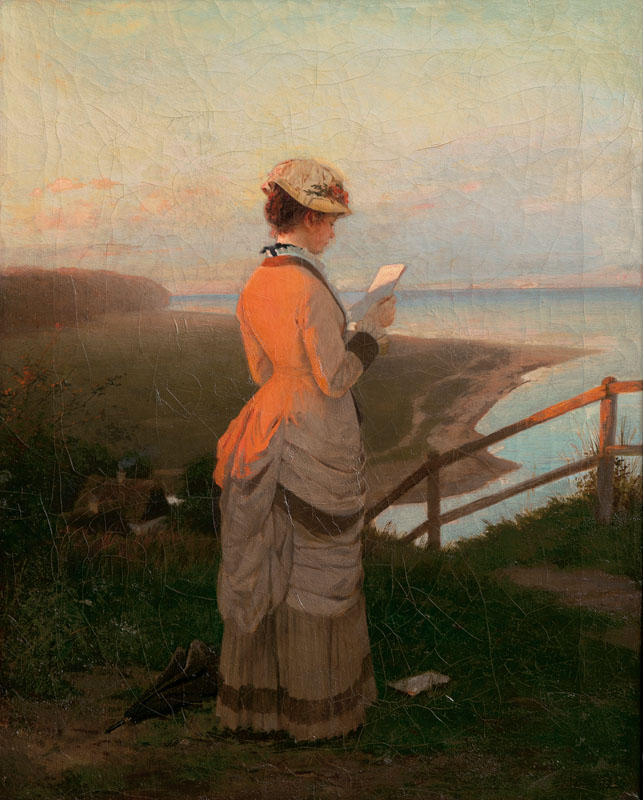
Jacob Nöbbe: In der Abendsonne, 1882

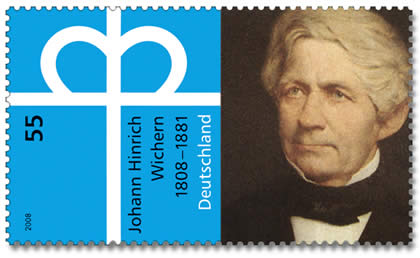
Johann Hinrich Wichern, porträtiert von Jacob Nöbbe, um 1869, Briefmarke von 2008

Jacob Nöbbe (* 4. Oktober 1850 in Flensburg; † 31. März 1919 ebenda) war ein deutscher Maler.

## Leben
Er war in Flensburg am Neumarkt 12 beheimatet und als Porträtmaler anerkannt. Als Zeichenlehrer unterrichtete er privat den jungen Emil Hansen, der später unter dem Namen Emil Nolde berühmt wurde. Sein Sohn war Erwin Nöbbe. Jacob Nöbbe war auch Lehrer des Malers Alexander Eckener.

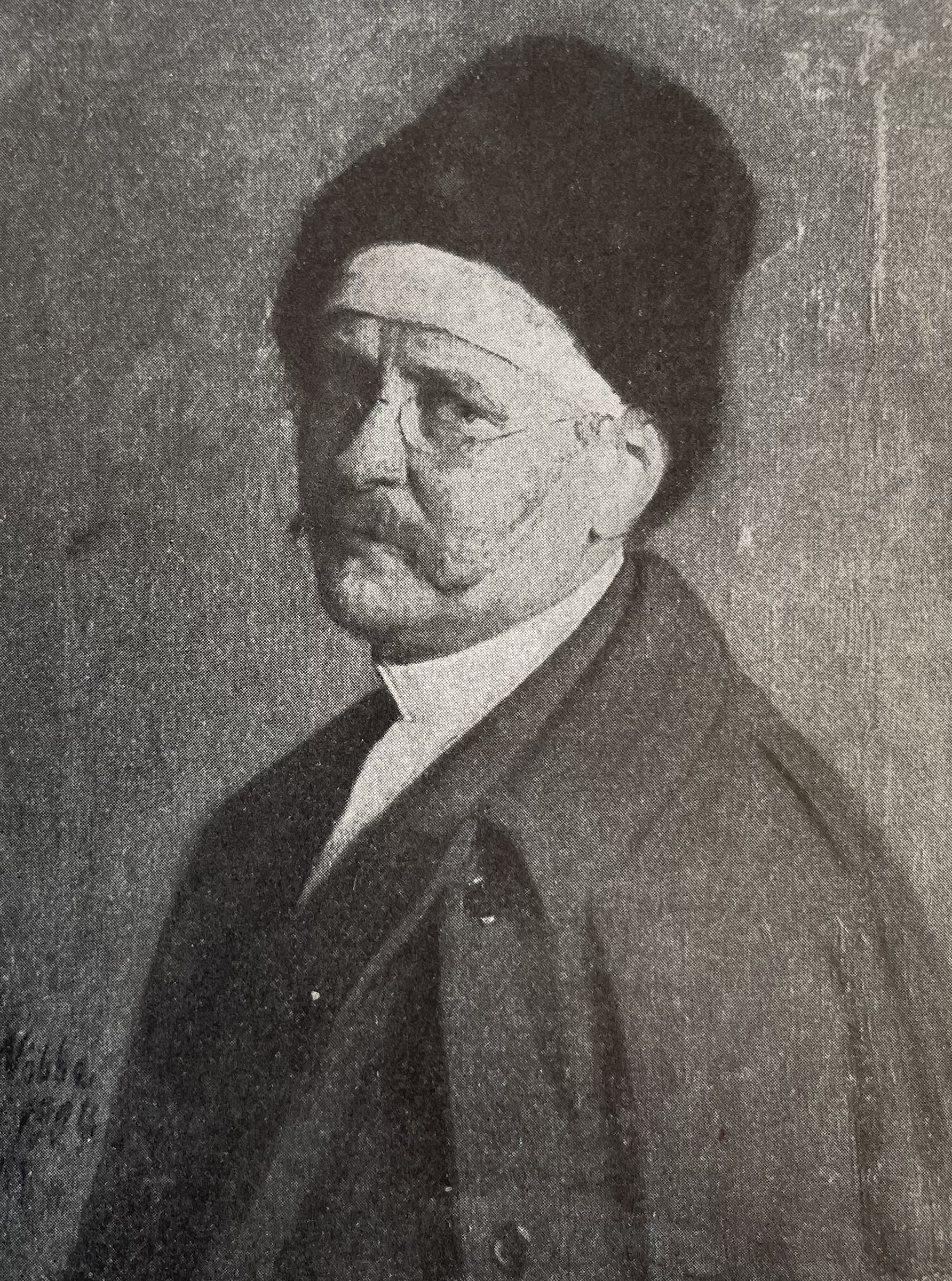
Jacob Nöbbe, Selbstporträt

Jacob Nöbbe war der Sohn eines Malermeisters, bei dem er 1867 bis 1870 in die Lehre ging.
Nach dem Studium an den Kunstakademien in Düsseldorf und Dresden (zu seinen Lehrern gehörten dort Ludwig Richter und Julius Hübner) arbeitete er ein Jahr als Porträtmaler, bevor er zur Erweiterung seiner Kenntnisse an die Berliner Kunstakademie ging. Dort waren Heinrich Petersen-Angeln und Erich Kubierschky seine Studienkollegen, mit denen er sich 1882 in Ekensund aufhielt. Er war Mitglied der Schleswig-Holsteinischen Kunstgenossenschaft und stellte auch in München und Berlin aus. Eine bemalte Palette von 14 Künstlern, darunter Louis Douzette, Richard Hünten, Carl Becker, Reinhard Paul Junghans, Anton Asmussen, Eduard von Gebhardt und Karl Plückebaum enthält auch ein Selbstbildnis Nöbbes mit Blick aus einem Fenster (Vineta-Museum Barth).
Mit seiner Familie – sein Sohn Erwin und seine Tochter Elsa waren ebenfalls künstlerisch begabt – verbrachte er in Ekensund in den 1890er Jahren, soweit dies seine Tätigkeit als Zeichenlehrer in Flensburg zuließ, die Sommermonate. Hier hatte er sich neben Wilhelm Dreesen zur Zentralfigur der seit den 1880er Jahren bestehenden Künstlerkolonie entwickelt. Sein malerisches Interesse galt der naturalistischen Wiedergabe seiner schleswig-holsteinischen Heimat in Porträts und Landschaftsbildern, deren besondere Qualität sich in der Behandlung von Licht und Farbe zeigte. 1895 schuf er die Glückwunsch-Adresse der Landschaft Angeln zu Bismarcks 80. Geburtstag (Bismarck-Museum Friedrichruh).

„Jeder Flensburger kennt ja den kleinen Mann mit dem grauen Filzhut und dem gelben Malkasten, wenn er zum Malen auf die Förde hinauszieht.“

Auswahl einiger Werke
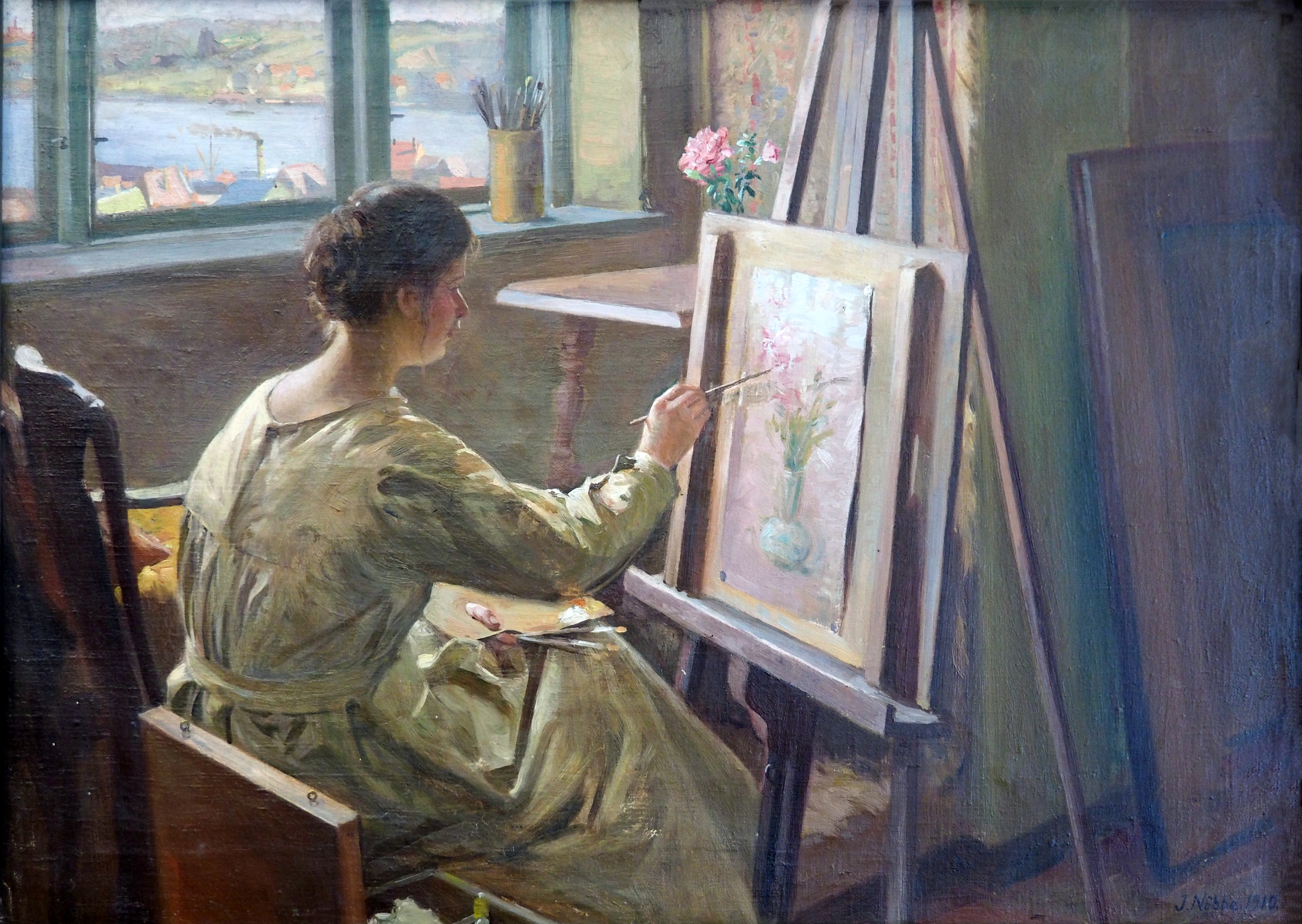
Elsa Nöbbe beim Malen
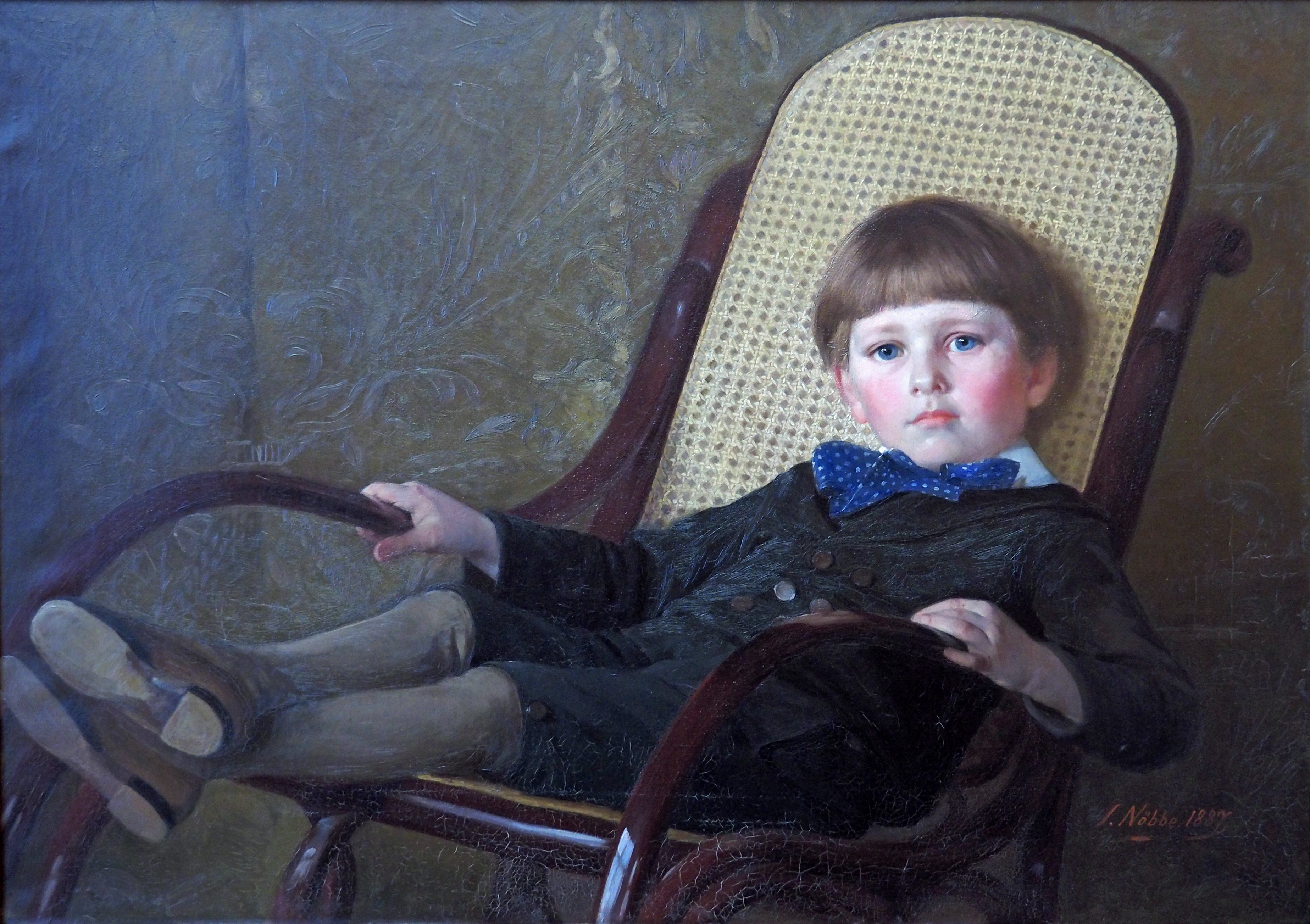
Erwin Nöbbe als Kind im Schaukelstuhl
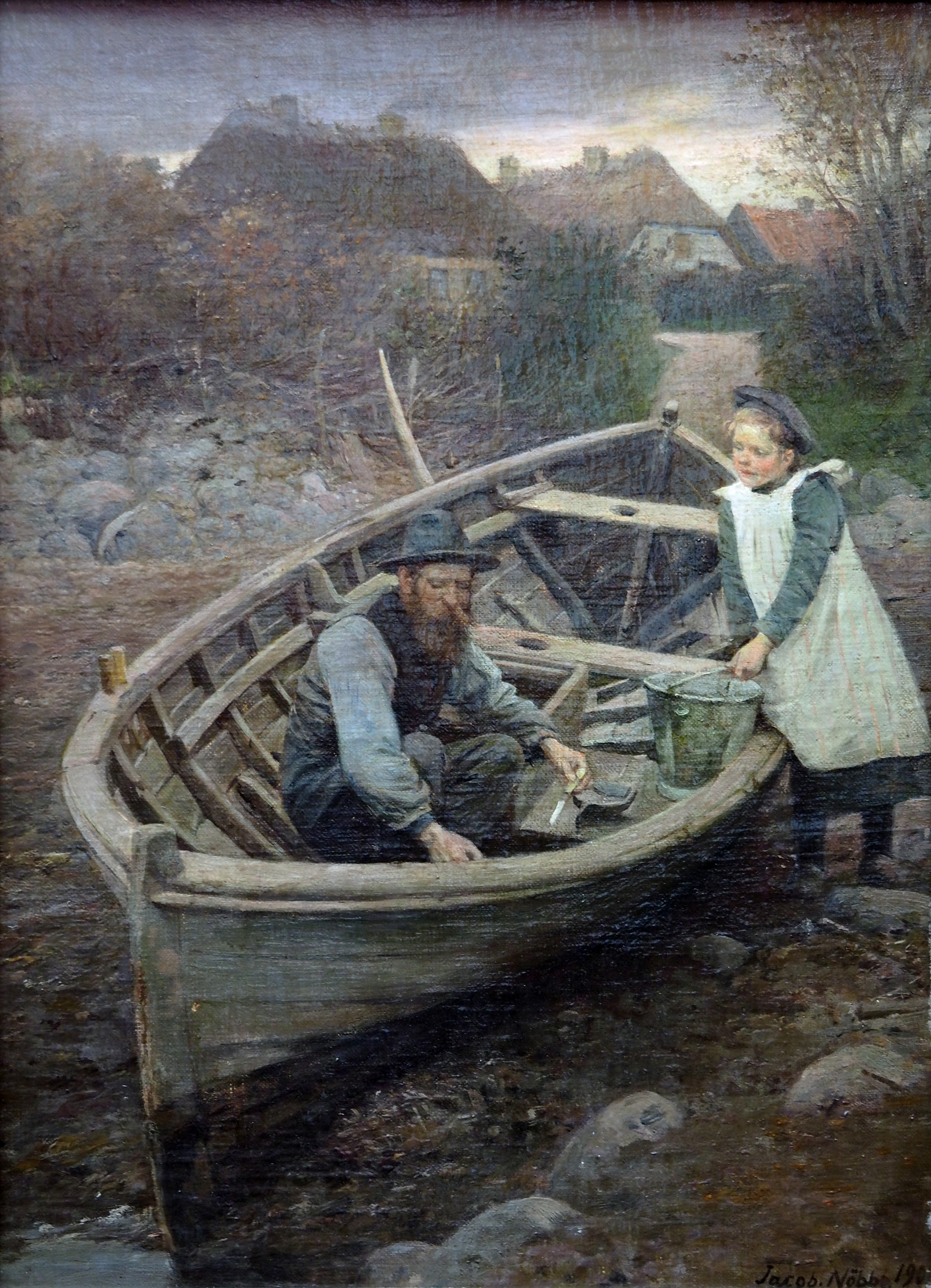
Bei Ekensund

Nach Nöbbe ist in Flensburg eine Straße benannt (Jacob-Nöbbe-Bogen).